# 31984 Unger
31984 Unger este un asteroid din centura principală de asteroizi.

## Descriere
31984 Unger este un asteroid din centura principală de asteroizi. A fost descoperit pe 25 aprilie 2000 la Observatorul Starkenburg din Heppenheim. Asteroidul prezintă o orbită caracterizată de o semiaxă mare de 2,42 ua, o excentricitate de 0,15 și o înclinație de 3,0° în raport cu ecliptica.